# Кандов, Эсон
Эсон Кандов (англ. Eson Kandov), настоящее имя — Исаак Ильич Кандов — советский певец и музыкант. Заслуженный артист Узбекской ССР (1974). Первый, кто представлял эстраду Узбекистана на международном уровне в Сопоте, лауреат международного конкурса «Сопот-73».
Выступал во многих престижных концертных залах как Советского Союза, так и за рубежом. В его репертуаре песни узбекских и советских композиторов, песни стран зарубежного востока и народов мира. Имеет множество наград и грамот.
Пластинки фирмы «Мелодия», на которых, в том числе, были и его песни, в 70-80-х годах расходилась миллионными тиражами по всему Советскому Союзу.

## Биография
Родился 31 октября 1941 года в Ташкенте в еврейской семье. Отец — Илья Михайлович Кандов, был учителем узбекского языка. Мама — Ольга Семеновна Кандова — домохозяйка (в молодости мама была финансовым работником).
В семье было двое детей:
Старший — Абрам (Олег) Кандов. Он был женат на Зауровой Фриде Исаковне (врач-стоматолог). У них есть две дочери: Анжела Пинхасова, которая проживает в Австрии, в Вене и Стелла Кандова, которая проживает в США, в Нью Йорке.
К сожалению, Абрам (Олег) умер в 1985.
Эсон Кандов был младшим.
«Меня иногда спрашивают: откуда такое имя — Эсон — с „греческим“ оттенком? Помните, в греческой мифологии был такой герой — царь Эсон, отец Ясона, отправившегося в опасное путешествие за золотым руном? Раскрою секрет: моё настоящее имя — Исаак, но мама, любя, называла меня Эдиком. А „переименоваться“ предложил Батыр Закиров, говоря, что Эсон (сценический псевдоним) звучит более романтично и „артистично“. За долгие годы творчества я уже настолько в него „врос“, что теперь даже представить не могу иного расклада с именем».
Петь он начал очень рано. После окончания школы поступил в Театрально-художественный институт, на актёрское отделение, но со второго курса решил перейти в Ташкентскую государственную консерваторию.
1960 г — Поступление в Ташкентскую консерваторию. В консерватории научился в основном классическому пению, так что к эстраде пришлось идти самому.
1964 г — Прошёл конкурс и был принят в эстрадный оркестр Узбекистана в качестве солиста вокалиста.
1973 г — представлял советский союз на международном конкурсе в Сопоте.
В этом же году на базе эстрадного оркестра Узбекистана был создан «Ташкентский мюзик холл», где он был ведущим солистом вокалистом.
1974 г — сотрудничество с государственным ансамблем «Ялла»
1977 г — был создан государственный ансамбль «Наво», где он пел сольное отделение.
1991—1994 гг — создание своего ансамбля «Ширей а Олам» («Песни мира»)

## Личная жизнь
1982 г — женился в Ташкенте на Мире Крейман. У неё имеется косметический бизнес. Вместе они живут до сегодняшнего дня.
1983 г — родился сын Габриэль. Он окончил университет в Израиле, занимается банковским делом. У него отличный слух и музыкальный вкус, но к профессиональному пению он равнодушен.
В 1991 г. переехали в Израиль, настоящее время семья проживает в Израиле, в Тель-Авиве.
Сейчас практически отошёл от сцены: в основном занимается репетиторством с учениками. Иногда занимается собственными песенными композициями, выступает сольно.

## Дискография
Невозможно назвать точное число песен в репертуаре Эсона Кандова. Известно, что он никогда не ограничивал себя исполнением «чисто» узбекских или русских произведений — песни народов мира занимали в нём не последнее место.
Ниже приведены некоторые из них:
1973 г — вышла первая пластинка фирмы «Мелодия» под названием Поёт Эсон Кандов
1979 г — диск студии грамзаписи Всесоюзной фирмы «Мелодия» п/у Георгия Гараняна под названием Поёт Эсон Кандов
1984 г — вышла пластинка (Ташкентская студия грамзаписи) под названием Поёт Эсон Кандов в сопровождении ансамбля «Наво»
1986 г — вышла пластинка «Дом родной», Ташкентская студия грамзаписи «Мелодия»
1989 г — вышел большой диск гигант «Ветер странствий», Ташкентская студия грамзаписи «Мелодия» в сопровождении инструментального ансамбля.
Известными хитами были:
- Песня о «Газли», 1964 г
- «Барно», 1969 г
- «Газалхон», 1969 г
- «Ливанские кадры», 1969 г
- «Эмина», 1969 г
- «Plona gory», plona lasy", 1974 г
- «Любовь и весна», 1978 г
- «Газели», 1988 г